# 23e cérémonie des Tony Awards
La 23e cérémonie des Tony Awards a eu lieu le 20 avril 1969 au Mark Hellinger Theatre de Broadway et fut retransmise sur NBC.

## Cérémonie
La cérémonie présentée par Diahann Carroll et Alan King se déroula en présence de plusieurs personnalités venues décerner les prix dont Lauren Bacall, Pearl Bailey, Harry Belafonte, Richard Benjamin, Godfrey Cambridge, Betty Comden, Patty Duke, Adolph Green, Dustin Hoffman, Angela Lansbury, Jack Lemmon, Ethel Merman, Arthur Miller, Robert Morse, Zero Mostel, Paula Prentiss, Robert Preston, Vanessa Redgrave, Leslie Uggams, Gwen Verdon, Shelley Winters.
Plusieurs spectacles musicaux présentèrent des numéros en live dont : 
- Zorba ("Life Is" - Lorraine Serabian et la troupe)
- Promises, Promises ("She Likes Basketball"/"Turkey Lurkey Time" - Jerry Orbach, Donna McKechnie et la troupe)
- 1776 ("Momma, Look Sharp" - Scott Jarvis, William Duell, B.J. Slater)
- Hair ("Three-Five-Zero-Zero"/Let the Sunshine In" - La troupe)
- Lovers (scène avec Art Carney et Anna Mannahan)
- The Great White Hope (scène avec James Earl Jones et Jane Alexander)

## Palmarès
| Meilleure pièce | Meilleure comédie musicale |
| --- | --- |
| - The Great White Hope – Howard Sackler - Hadrian the Seventh – Peter Luke - Lovers – Brian Friel - The Man in the Glass Booth – Robert Shaw | - 1776 - Hair - Promises, Promises - Zorba |
| Meilleur acteur dans une pièce | Meilleure actrice dans une pièce |
| - James Earl Jones – The Great White Hope dans le rôle de Jack Jefferson - Art Carney – Lovers dans le rôle d'Andy Tracey - Alec McCowen – Hadrian the Seventh dans le rôle de Fr. William Rolfe - Donald Pleasence – The Man in the Glass Booth dans le rôle d'Arthur Goldman  | - Julie Harris – Forty Carats dans le rôle d'Ann Stanley - Estelle Parsons – The Seven Descents of Myrtle dans le rôle de Myrtle - Charlotte Rae – Morning, Noon and Night dans le rôle de plusieurs personnages - Brenda Vaccaro – The Goodbye People dans le rôle de Nancy Scott |
| Meilleur acteur dans une comédie musicale | Meilleure actrice dans une comédie musicale |
| - Jerry Orbach – Promises, Promises dans le rôle de Chuck Baxter - Herschel Bernardi – Zorba dans le rôle de Zorba - Jack Cassidy – Maggie Flynn dans le rôle du clown - Joel Grey – George M! dans le rôle de George M. Cohan                                                  | - Angela Lansbury – Dear World dans le rôle de Countess Aurelia - Maria Karnilova – Zorba dans le rôle de Madame Hortense - Dorothy Loudon – The Fig Leaves Are Falling dans le rôle de Lillian Stone - Jill O'Hara – Promises, Promises dans le rôle de Fran Kubelik              |
| Meilleur acteur de second rôle dans une pièce | Meilleure actrice de second rôle dans une pièce |
| - Al Pacino – Does a Tiger Wear a Necktie? dans le rôle de Bickham - Richard Castellano – Lovers and Other Strangers dans le rôle de Frank - Tony Roberts – Play It Again Sam dans le rôle de Dick Christie - Louis Zorich – Hadrian the Seventh dans le rôle de Cardinal Ragna | - Jane Alexander – The Great White Hope dans le rôle d'Eleanor Bachman - Diane Keaton – Play It Again Sam dans le rôle de Linda Christie - Lauren Jones – Does a Tiger Wear a Necktie? dans le rôle de Linda - Anna Manahan – Lovers dans le rôle de Hanna                         |
| Meilleur acteur de second rôle dans une comédie musicale | Meilleure actrice de second rôle dans une comédie musicale |
| - Ronald Holgate – 1776 dans le rôle de Richard Henry Lee - Larry Haines – Promises, Promises dans le rôle de Dr. Dreyfuss - Edward Winter – Promises, Promises dans le rôle de J.D. Sheldrake - William Daniels – 1776 dans le rôle de John Adams (nomination refusée)         | - Marian Mercer – Promises, Promises dans le rôle de Marge MacDougall - Sandy Duncan – Canterbury Tales dans le rôle de plusieurs personnages - Lorraine Serabian – Zorba dans le rôle du chef - Virginia Vestoff – 1776 dans le rôle de Abigail Adams                             |
| Meilleure mise en scène pour une pièce | Meilleure mise en scène pour une comédie musicale |
| - Peter Dews – Hadrian the Seventh - Joseph Hardy – Play It Again Sam - Harold Pinter – The Man in the Glass Booth - Michael A. Schultz – Does a Tiger Wear a Necktie? | - Peter Hunt – 1776 - Robert Moore – Promises, Promises - Tom O'Horgan – Hair - Harold Prince – Zorba |
| Meilleure chorégraphie | Meilleurs décors |
| - Joe Layton – George M! - Sammy Bayes – Canterbury Tales - Ron Field – Zorba - Michael Bennett – Promises, Promises | - Boris Aronson – Zorba - Derek Cousins – Canterbury Tales - Jo Mielziner – 1776 - Oliver Smith – Dear World |
| Meilleurs costumes | |
| - Loudon Sainthill – Canterbury Tales - Michael Annals – Morning, Noon and Night - Robert Fletcher – Hadrian the Seventh - Patricia Zipprodt – Zorba | |

## Autres récompenses
- The National Theatre Company of Great Britain (accepté par le directeur artistique Sir Laurence Olivier)
- The Negro Ensemble Company
- Rex Harrison
- Leonard Bernstein
- Carol Burnett